# لقاح الضنك
لقاح الضنك (بالإنجليزية: Dengue vaccine)‏ هو لقاح يستخدم للوقاية من حمى الضنك عن الإنسان. هنالك عدة أنواع من اللقاحات المكونة من حمض نووي أو لقاح حي موهن وغير فعال. اللقاح الحي الموهن هو الأكثر في مجال بحوث التطوير.
توجد لقاحات الضنك منذ عام 1929.

## قائمة لقاحات الضنك

### CYD
وتنتجه سانوفي باستور. ينتج هذا اللقاح بواسطة تقنية الحمض النووي معاد التركيب. المرحلة الثالثة من التجارب السريرية في آسيا وأمريكا اللاتينية التي أجريت على 31000 طفل بين السنتين و14 سنة أظهرت فعالية مقدراها 56.5٪ في الدراسة الآسيوية و64.7٪ في الدراسة اللاتينية. تختلف الفعالية حسب الأنماط المصلية. كما خَفضَ اللقاح الحالات الشديدة من حمى الضنك بنسبة 80٪.

### DENVax
تطوره شركة إنفيراجن التابعة لتاكيدا. جرى تطويره في جامعة ماهيدول في بانكوك. تجرى الدراسات السريرية حاليا في الولايات المتحدة وكولومبيا وبورتو ريكو وسنغافورة وتايلاند.

### TetraVax-DV
طور هذا اللقاح في المعهد الوطني للحساسية والأمراض المعدية. اجتاز هذا اللقاح المرحلة الأولى من التجارب السريرية. تجرى المرحلة الثانية في البرازيل وتايلاند. تجرى الدراسات في البرازيل بالتعاون مع معهد بوتانتان.

### TDENV PIV
تجرى المرحلة الأولى من التجارب السريرية على هذا اللقاح بالتعاون بين غلاكسو سميث كلاين ومعهد ولتر ريد العسكري للأبحاث. يستخدم اللقاح مع نوع أخر لزيادة الاستمناع عن طريق التآزر.

### V180
تطوره شركة ميرك. كانت الدراسات السريرية في مرحلتها الأولى في عام 2015.

### لقاح الحمض النووي
يقوم مركز الأبحاث الطبية البحرية بأبحاث لإنتاج يحتوي على بلازميد الحمض النووي الريبوزي المنقوص الأكسجين، لكنه يبدو أقل استمناعا.

## إنتاج اللقاحات في الهند وفيتنام
تقوم شركتا باناسيا بايوتك وبايولوجيكال إي. المحدودة في الهند دراسات لتطوير لقاحات. أما شركة فابيوتك في فيتنام فتقوم بدراسة السلامة ووضع خطط الدراسات السريرية. كما تقوم هذه الشركات الثلاثة بتطوير لقاح TetraVax-DV بالتعاون مع معاهد الصحة الوطنية الأمريكية.